# Fernandina Beach
Fernandina Beach – miasto w Stanach Zjednoczonych, w stanie Floryda, siedziba administracyjna hrabstwa Nassau.